# Monachella
Pour les articles homonymes, voir Monachella (homonymie).
Genre
Monachella est un genre monotypique de passereaux de la famille des Petroicidae comprenant une seule espèce de miros.

## Répartition
Ce genre se trouve à l'état naturel dans les îles de Nouvelle-Guinée et de Nouvelle-Bretagne.

## Liste des espèces
Selon la classification de référence du Congrès ornithologique international (version 8.2, 2018) :
- Monachella muelleriana (Schlegel, 1871) — Gobemouche riverain, Miro des torrents
  - Monachella muelleriana muelleriana (Schlegel, 1871)
  - Monachella muelleriana coultasi Mayr, 1934